# Alexius Meinong

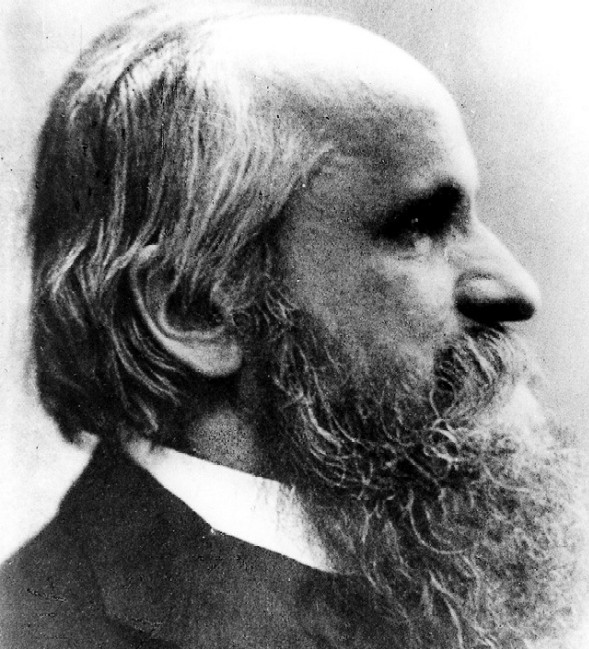
Alexius Meinong

Alexius Meinong (Lemberg, 17 juli 1853 - Graz, 27 november 1920) was een Oostenrijkse filosoof.

## Leven
Meinong werd geboren in Lemberg (het huidige Lviv). Hij bezocht het gymnasium in Wenen en studeerde vervolgens aan de Universiteit van Wenen. Hij studeerde geschiedenis, met als bijvak filosofie. In zijn filosofische opvattingen werd hij beïnvloed door Franz Brentano, die ook zijn docent was. Na zijn studie werd hij docent in Wenen. Vervolgens ging hij naar Graz. Hij hield zich, naast zijn filosofische bijdragen, bezig met componeren en speelde viool. Hij was getrouwd en had een zoon.

## Werk

### Vroege studies
Meinongs eerste werk betrof David Hume. Hij schreef twee boeken over diens filosofie. Een ander belangrijk werk is Über Annahmen, waarin hij datgene waarop een psychologisch oordeel betrekking heeft onderzoekt en nagaat op welke manier dit van belang is voor intentionaliteit. In zijn werk over waarden stelde hij dat emoties de bepalende bron van waarden zijn.

### Zijn opvatting over intentionaliteit
Meinong werd beïnvloed door Franz Brentano. Deze vatte het begrip "intentionaliteit", dat in de middeleeuwen onderwerp van onderzoek was, relationeel op. Daarmee ontweek hij het probleem van niet-bestaande objecten: Hij zou bijvoorbeeld kunnen spreken over Sherlock Holmes, al vond hij hem een niet bestaand persoon (object). Meinong was daarentegen van mening dat je alleen over iets kon spreken, als dat er op de een of andere manier was. Zo huldigde hij de opvatting dat ook het object van een (existentieel) niet-bestaand iets er op de een of andere manier wel moest zijn, bijvoorbeeld intentioneel. 

### De theorie van objecten
Meinong is met name bekend geworden vanwege zijn theorie van objecten. Meinong stelde, in navolging van Kazimierz Twardowski, dat iets op een bepaalde manier moet zijn, wil men over het feitelijk bestaan of niet-bestaan ervan kunnen spreken. Als men bijvoorbeeld zegt dat blauw niet bestaat, wordt hierbij al verondersteld dat blauw ‘is’. De controverse ontstaat op het moment dat objecten die niet kunnen bestaan worden aangevoerd. Zo is een ronde vierhoek een absurd iets (hij noemt het ook als voorbeeld van onmogelijke objecten), maar volgens Meinong gaat het er dan om dat deze aan gene zijde van zijn en niet-zijn ('jenseits von Sein und Nicht-sein') staat; zijn en niet-zijn zijn uitwendig ('äusserlich') aan het object. Hij verzet zich dan ook tegen de gedachte dat 'ronde vierhoek' niet meer dan een 'flatus vocis' (luchtstoot van de stem) zou zijn. (Vgl. voor dit begrip de pagina over 'flatus vocis'.) Meinong spreekt dan ook, naast over 'Sosein' (op een bepaalde manier zijn) en 'Nichtsein' (niet-zijn), over 'Aussersein' (buiten (het) zijn). Hoe iets is, is onafhankelijk van wat het is (namelijk bestaand of niet).

#### Typen van objecten[7]
Meinong zegt dat objecten zijn in te delen in een tot twee of tot drie (deel)verzamelingen op basis van hun ontologische status: Alle objecten zijn absistent. Een deel ervan is subsistent. Een deel van de subsistente deelverzameling is existent:
- Absistentie of gegeven-zijn (Gegebenheit, werkwoord: gegeben), wat een ontologisch object aangeeft dat geen zijn heeft.
- Subsistentie (bestand, werkwoord: bestehen), wat een object in een niet-ruimtelijke en niet-tijdelijke zin aangeeft. Bijvoorbeeld een getal of een wiskundige formule.
- Existentie (Existenz, werkwoord: existeren) of actuele realiteit (Wirklichkeit), wat het ruimtelijke en tijdelijke van een object aangeeft (Russell: denotes). Bijvoorbeeld een pen of een tafel.

Deze absistentie, waar het geen existentie of subsistentie betreft, kan nog verder worden verdeeld:
- Complete objecten. Bijvoorbeeld existentiële of subsistentiële objecten (zie hierboven) bestaan. Maar ook een tafel die op dit moment wordt gemaakt is een compleet object. Al bestaat zij nog niet, zij zou kunnen bestaan.
- Incomplete objecten. Bijvoorbeeld de gouden berg of een perpetuum mobile. Van deze objecten wordt het niet-bestaan verondersteld.
- Contradictoire objecten. Bijvoorbeeld een vierkante cirkel. Deze kunnen niet bestaan.
- Incomplete objecten die niet contradictoir zijn en wier niet-bestaan niet wordt voorondersteld. Bijvoorbeeld: iets groens.

Absistentie kan volgens de Meinong-onderzoeker J. N. Findlay niet worden ontkend. 'Alles absist'. Daarmee kunnen we het niet-zijn (Nicht-Sein dat wil zeggen het niet-existeren of subsisteren) van een object bevestigen. Zijn absistentie wordt bewezen door onze intentie ervan, die voorafgaat aan zijn ontkenning. 

## Kritiek
Meinong kreeg veel kritiek. Met name Bertrand Russell heeft die geformuleerd in zijn publicatie On denoting.
Het gaat hem om de begrippen een “gouden berg” en de “vierkante cirkel”. Bij de gouden berg schrijft Russell dat die niet in de werkelijkheid (existentie) bestaat. De uitspraak zou nergens naar verwijzen. Dit is, als we Russell volgen, een metafysische uitspraak waarbij alleen existentiële uitspraken worden getolereerd. Meinong verdedigde zich door te stellen dat uit het begrip “gouden berg” het begrip “goud” en het begrip “berg” konden worden afgeleid. Bij hem is dit dus eerder een logische uitspraak.
De “vierkante cirkel” gebruikt Russell als demonstratie dat de theorie van Meinong contradicties bevat:

(1)	De “vierkante cirkel” is rond

(2)	De “vierkante cirkel” is vierkant

Uit (2) laat zich volgens Russell (3) afleiden:

(3)	Het is niet waar dat (De vierkante cirkel is rond)

Uitspraak (1) en uitspraak (3) vormen nu volgens Russell een contradictie. 
Maar volgens Meinong laat (3) zich niet uit (2) afleiden en ontstaat zo geen contradictie.
Een ander bekend voorbeeld van Russells kritiek is de uitspraak: "De huidige koning van Frankrijk is kaal". Volgens Russell bestaat deze uit logisch gezien uit drie uitspraken:
1. Er is nu minstens één koning van Frankrijk. 

2. Er is hoogstens één koning van Frankrijk.

3. Deze koning is kaal.  
Omdat uitspraak 1 niet existentieel correct is, is deze onjuist en daarmee is volgens Russell de hele zin onjuist.
Bij Meinong is uitspraak 1 niet noodzakelijk onjuist, want niet existentieel maar wel absistentieel (bijvoorbeeld intentioneel). Daarmee kan de hele zin wel iets zeggen. 